# 蝶口蓋動脈
蝶口蓋動脈（ちょうこうがいどうみゃく）は、頭頸部の動脈で、顎動脈の枝である。

## 経路
蝶口蓋動脈は翼口蓋窩にて顎動脈より起こり、蝶口蓋孔を通り上鼻道後方から鼻腔に入り、ここで最上咽頭動脈、外側後鼻動脈（外側後鼻枝）が発する。蝶形骨下面を超え、鼻中隔で終わり、中隔後鼻枝となる。

## 臨床
この動脈は深刻な鼻出血の際に鼻内視鏡を用いて結紮がなされたり、また、結紮が困難な場合には塞栓術が行われることがある。